# Isabel Pérez Montalbán
Isabel Pérez Montalbán (Córdoba, 1964) es una poeta española, cuya obra ha sido considerada por los críticos dentro de los parámetros de la poesía de la conciencia, una poética que se opone al sistema capitalista desde la crítica contemporánea, la memoria histórica y el compromiso. 

## Biografía
Estudió magisterio y comunicación audiovisual y actualmente reside en Málaga. Ha participado en importantes festivales literarios, como la Semana de Poesía de Barcelona en 2007. Textos suyos han sido traducidos al francés, inglés, magiar, portugués, árabe y esperanto. Dentro de la actividad literaria ha sido miembro de jurado de premios literarios, presentadora, moderadora o participante en mesas redondas, ponente, tertuliana o conferenciante en diferentes congresos, festivales, talleres, recitales y jornadas literarias, organizados por entidades privadas y sobre todo públicas.

## Premios
- Premio Ciudad de Málaga de Literatura Joven, 1992, por la obra No es precisa la muerte.
- Premio Internacional Barcarola, 1995, por la obra Puente levadizo.
- Premio Leonor de Poesía, 2000, por la obra Los muertos nómadas.
- Premio Ciudad de Córdoba Ricardo Molina, 2010, por la obra Un cadáver lleno de mundo.
- Premio Internacional de Poesía Ciudad de Melilla, 2019, por la obra Vikinga.

## Poemarios
- No es precisa la muerte (Málaga, 1992).
- Pueblo nómada (Málaga, 1995).
- Fuegos japoneses en la bahía (Málaga, 1996)
- Puente levadizo (Albacete, 1996)
- Cartas de amor de un comunista (Valencia, 1999)
- Los muertos nómadas (Soria, 2001)
- De la nieve embrionaria (Montilla, 2002).
- El frío proletario (Málaga, 2002).
- La autonomía térmica de los pingüinos (Málaga, 2005).
- Siberia propia (Madrid, 2007)
- Animal ma non troppo (Huelva, 2008)
- Oveja negra casi blanca. Málaga, 2010.
- Un cadáver lleno de mundo. Madrid, 2010.
- Puta, reputa (piensa, reflexiona) (Con María Eloy-García), (Ediciones Imperdonables, Málaga, 2016)
- El sexo de la palabra. Literatura y género (Con Juana Castro y Octavio Salazar), (Colección La Montaña Mágica, Delegación de Cultura de la Diputación de Córdoba, 2017)
- El frío proletario. Antología (1992-2018) (Visor, Madrid, 2019)
- Vikinga. Visor, Madrid, 2020.